# 平坝站
平坝站是位于贵州省平坝县鼓楼街道的一个铁路车站，邮政编码561100。车站建于1960年，有沪昆铁路经过该站，现仅办理货运，不办理客运业务，车站及其上下行区间均已电气化。车站距离贵阳站55公里，隶属成都铁路局，是四等站。